# バルバラーノ・モッサーノ
バルバラーノ・モッサーノ（伊: Barbarano Mossano）は、イタリア共和国ヴェネト州ヴィチェンツァ県にある、人口約6,200人の基礎自治体（コムーネ）。
2018年2月17日にバルバラーノ・ヴィチェンティーノとモッサーノが合併して発足した。

## 地理

### 位置・広がり

#### 隣接コムーネ
隣接するコムーネは以下の通り。括弧内のPDはパドヴァ県所属を示す。
- アルベットーネ
- アルクニャーノ
- ナント
- ロヴォローン (PD)
- ヴィッラーガ
- ゾヴェンチェード

### 地震分類
イタリアの地震リスク階級 (it) では、zona 3 (sismicità bassa) に分類される。

## 行政

### 分離集落
バルバラーノ・モッサーノには、以下の分離集落（フラツィオーネ）がある。
- Barbarano Vicentino (sede comunale), モッサーノ, Ponte di Barbarano, Ponte di Mossano, San Giovanni in Monte